# Jürgen Möllemann
Jürgen Möllemann, född 15 juli 1945 i Augsburg, död 5 juni 2003 i Marl, var en tysk politiker.
Möllemann var mellan 1987 och 1991 förbundsrepubliken Tysklands utbildnings- och vetenskapsminister och mellan 1991 och 1993 ekonomiminister. Han tillhörde partiet FDP.
Möllemann omkom i samband med ett fallskärmshopp. Uppgifter vill göra gällande att det var mord eller självmord.